# Dosse (bois)
Pour les articles homonymes, voir Dosse.

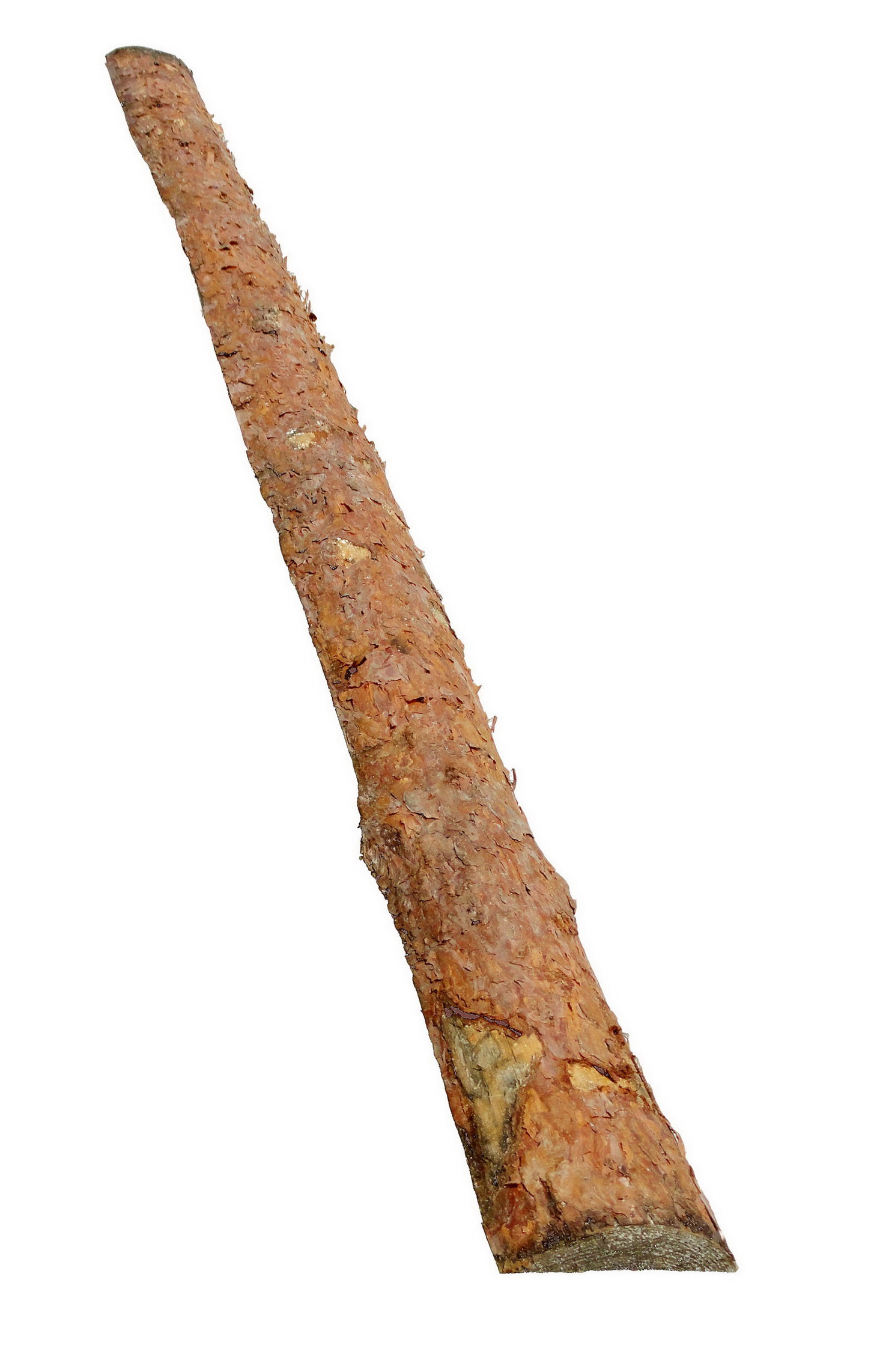
Dosse

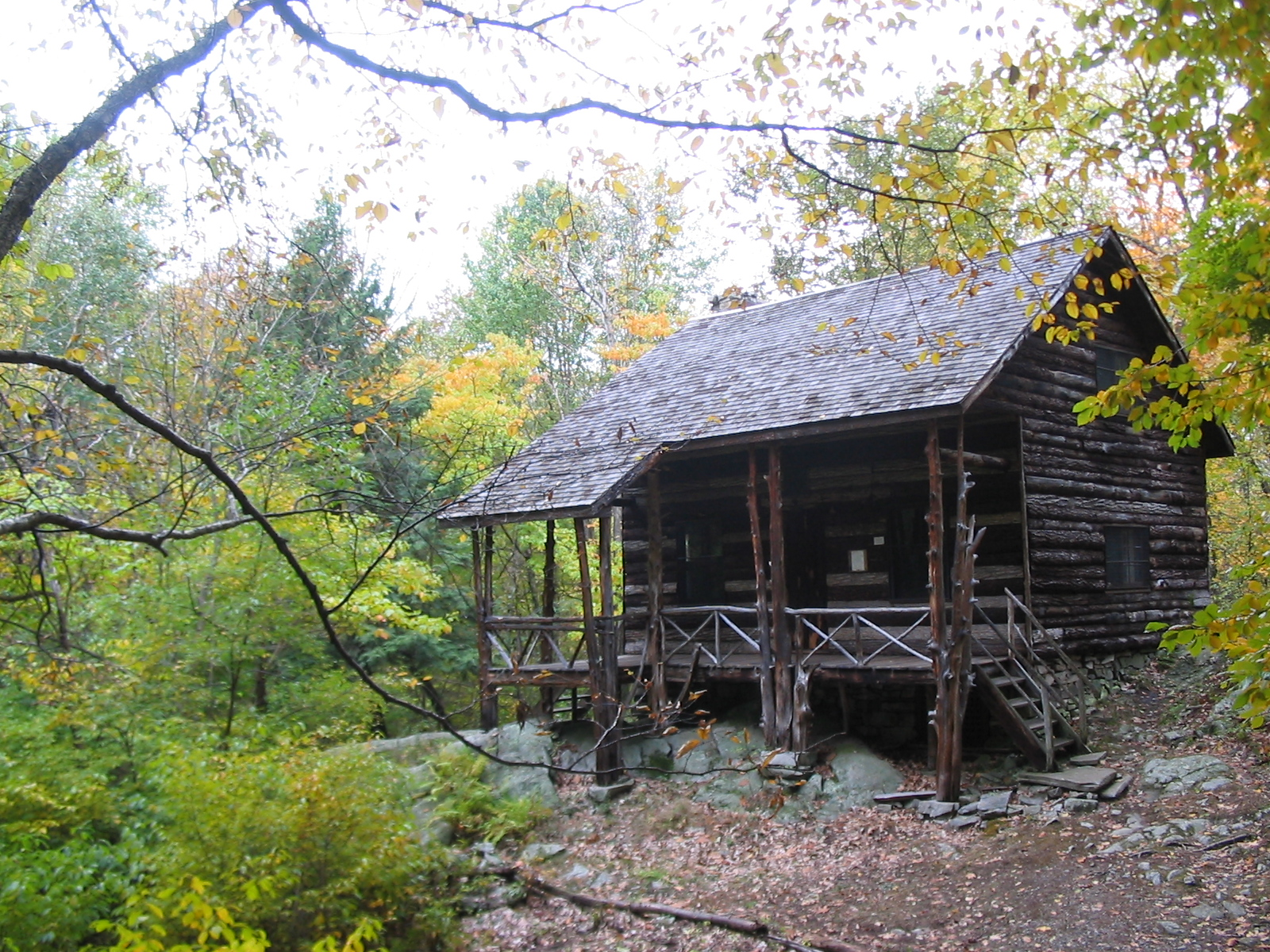
« Slabsides », cabane construite par le naturaliste John Burroughs en 1895. Bardage en dosses

En exploitation forestière, la dosse est une chute de sciage comportant une face plane, le reste de la surface étant constitué par la partie externe de la grume, avec ou sans écorce,, (la flache). Elle est obtenue lors du sciage des parties externes d'un tronc d'arbre, c'est la partie qu'il faut enlever à un bois rond pour l'équarrissage à vive arête, ou la première et dernière planche dans le débit d'un tronc. La contredosse ou contre-dosse est le plateau situé sous la dosse. En français québécois et même en français on rencontre le terme « croûte » en synonymie de dosse, qui est plus du registre de la langue parlée.
L'action de séparer une dosse d'une grume s'appelle « découvrir la grume » ou « blanchir la grume », et la face ainsi créée s'appelle un découvert. On dit « dédosser » pour dresser avec la scie une pièce pour la mettre à vive-arête au moyen des levées ou suppressions que l'on fait des parties flacheuses. L’équarrisseuse, machine qui permet d’équarrir la grume est appelée aussi « dédosseuse ».
L'anglais slabwood correspond à ce que l'on pourrait appeler collectivement en français des bois de dosse, qu'il ne faut pas confondre avec les bois débités sur dosse

## Équarrissage
L’équarrissage des bois, visait à produire un bois de section carrée à partir d'un bois rond (on disait, pat exemple, qu'une poutre à douze, seize pouces d'équarrissage). La largeur de l’équarrissage pouvait être obtenu par calcul à partir de la circonférence de l'arbre, par la formule {\displaystyle {\sqrt {2.r^{2}}}}, où r est le rayon de la section transversale de l'arbre, on pouvait par cette méthode cuber le bois d’équarrissage hors d'un arbre sur pied; en retranchant du rayon la moitié de cette largeur on obtenait la mesure de la plus grande épaisseur de la dosse. Lorsque le diamètre de l'arbre était trop important et qu'on craignait que les dosses ne deviennent trop épaisses on y faisait une double levée, laquelle se nomme contredosse; lorsque le bois est beau les contredosses sont très tendres « étant très proches des rives de l'arbre », elles n'ont de l'aubier que sur leurs extrémités, les dosses en ayant sur toute leur partie bombée. Au XIXe siècle, l’équarrissage se faisait à la cognée ou à la scie. Les bucherons et équarrisseurs employaient la première manière et les scieurs de long la seconde; suivant la forme du tronc, la dosse était quelquefois assez épaisse pour qu'on puisse l'utiliser, ce qui lui conférait une valeur marchande; et on déterminait dans ce cas s'il était avantageux de l'enlever à la scie plutôt que de la sacrifier par le travail à la cognée, moyen plus rapide et moins dispendieux. 
La dosse, portion extérieure d'une bille découpée par une lame de scie lors du débitage, comportant donc une face plane, la surface opposée étant constituée par la partie externe de la grume est plutôt bombée.  
Les dosses, généralement laissées pour déchet, pouvaient être récupérées et brûlées ou utilisées comme planche de fortune. Les contre-dosses pouvaient être utilisées en menuiserie.

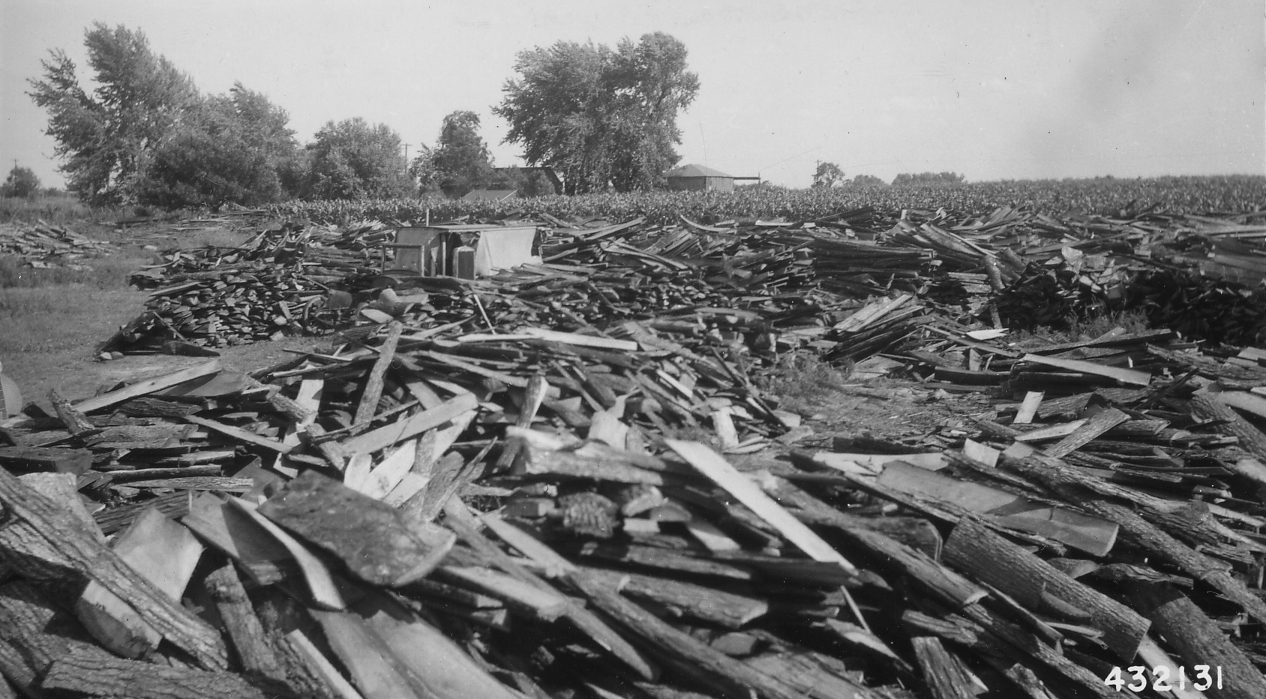
Dosses (slabwoods) abandonnées, Illinois, NARA
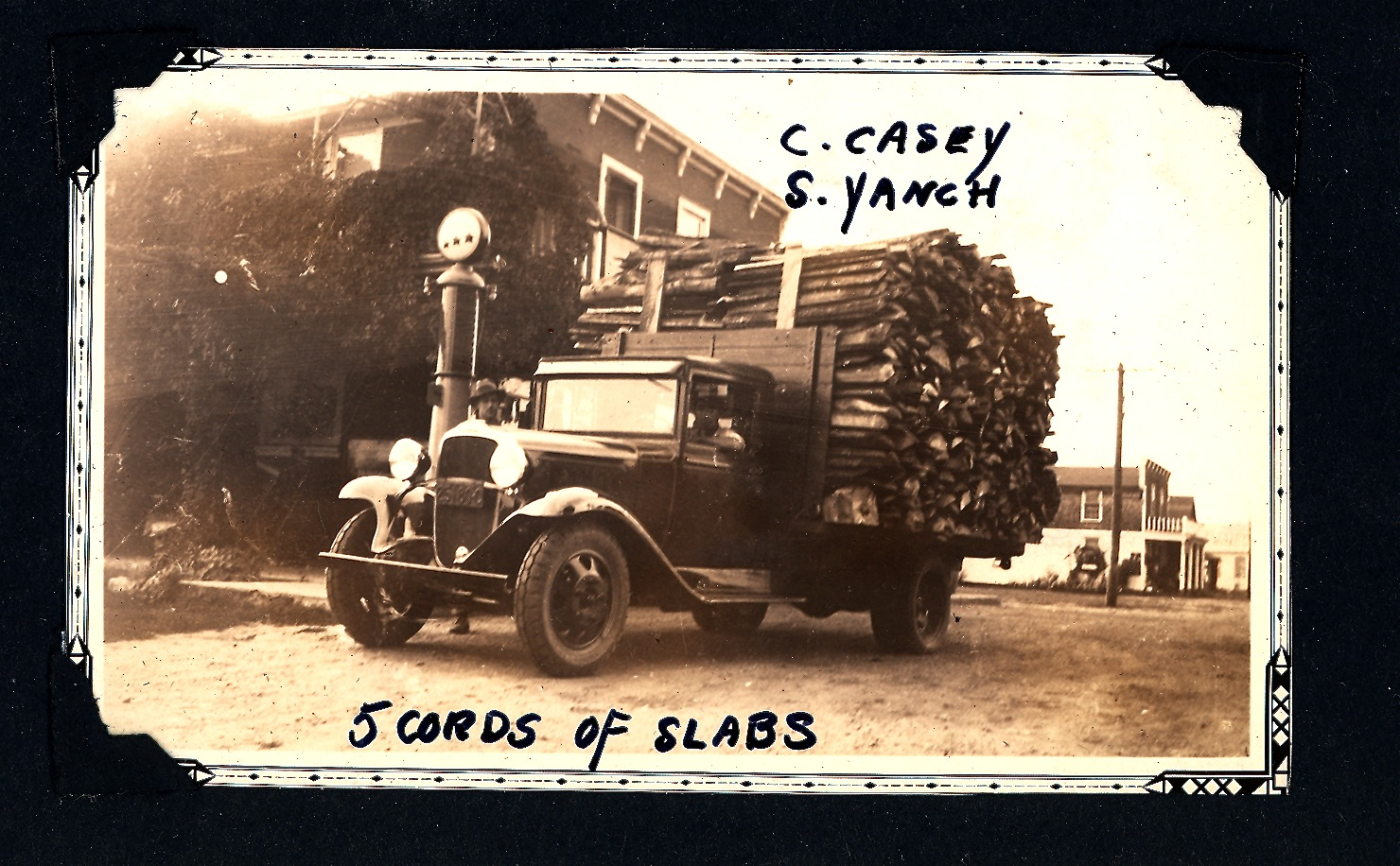
Chargement de cinq cordes de dosses (slab), Northbrook, Ontario

## Débit sur dosse
Le débit sur dosse, (en anglais slash grain), est un débit parallèle à la dosse d'un arbre. 
Le « débit par retournements successifs » (en anglais, flat sawing) est un mode de débitage en long dans lequel on procède successivement à l'enlèvement des dosses sur quatre faces de la bille, à angle droit, puis au prélèvement d'un avivé sur chaque plat déjà créé, la bille pivotant de 90° à chaque coupe, et enfin au débitage de la partie centrale par une série de traits parallèles.
Débit sur dosse peut être aussi traduit en anglais par « flat cut ».
Dans une planche en bois « sciée sur dosse » (on dit aussi de « débitée sur dosse », ou « tranchés sur dosse », en anglais « flat grain »), les couches annuelles forment un angle plus ou moins aigu (ils font avec les faces des angles inférieurs à 45°).

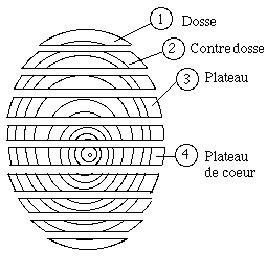
Débit sur plot
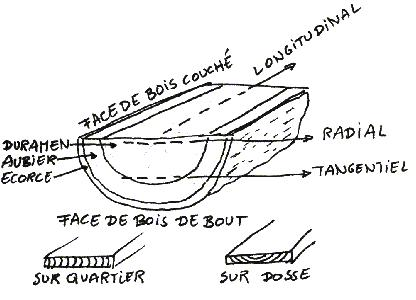
Débits
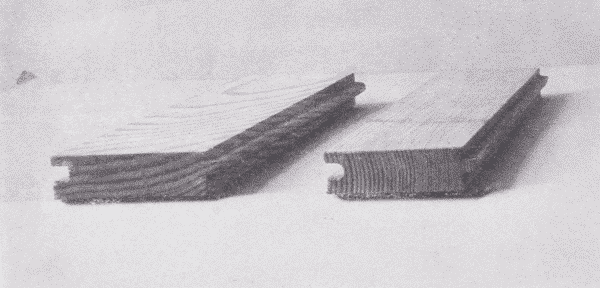
planche en bois « sciée sur dosse », et sur quartier